# Juan Pablo Saravia
Juan Pablo Saravia (Salta, junio de 1820 - diciembre de 1893) fue un abogado y político argentino que ejerció como gobernador de la Provincia de Salta entre 1873 y 1876.

## Biografía
Era hijo del coronel José Domingo Saravia, héroe de la Guerra Gaucha y líder del partido unitario. Estuvo emigrado con su padre en Bolivia, donde se recibió de abogado en la Universidad Mayor Real y Pontificia San Francisco Xavier de Chuquisaca en 1837.
Regresó a Salta en 1845 y fue nombrado defensor de menores. Fue más tarde juez en varios puntos de la provincia, y formó parte de la convención constituyente provincial. En 1860 fue nombrado jefe político del Departamento Anta, sobre la frontera con el Chaco.
Fue ministro del gobernador José María Todd y cuando éste fue derrocado se retiró a su estancia en Anta. Pero el nuevo gobernador, Uriburu, que había tenido buenas relaciones con la familia Saravia en la época de Rosas, lo nombró comandante militar, jefe político y juez de paz del departamento de Colonia Rivadavia, en la frontera del Chaco y sobre el río Bermejo. Se ocupó de la defensa contra los ataques de los indígenas y de abrir un camino que comunicara la colonia con el resto de la provincia. Fue nombrado miembro del Superior Tribunal de Justicia, pero se negó a asumir el cargo debido a que no había terminado de construir los caminos y fortines que había planeado. Al asumir el cargo en el Tribunal fue nombrado presidente del mismo.
Cuando los Uriburu fraguaron una revolución para perpetuarse en el poder, tomó partido en contra de ellos; formó parte del consejo de gobierno que terminó entregando el poder a Segundo Díaz de Bedoya y luego a Cleto Aguirre. Pero poco después se opuso al mismo Aguirre en un conflicto que éste tuvo con el obispo por el nombramiento de un cura párroco; renunció a su cargo en el Superior Tribunal y abandonó la provincia.
El presidente Bartolomé Mitre lo nombró juez federal de San Luis, cargo que ejerció por durante siete años. Tuvo a su cargo el juicio a los federales derrotados en la Batalla de San Ignacio, aunque sus líderes habían huido a Chile.
En 1872 fue nombrado ministro de gobierno de Salta por el gobernador Delfín Leguizamón, uno de los fundadores del Partido Autonomista Nacional en esa provincia. Desde ese cargo controló las relaciones políticas en el interior de la provincia, lo que lo llevó a ser candidato a gobernador en 1873, siendo electo gobernador.
Ganó las elecciones y asumió en junio de 1873. Sus ministros fueron Zacarías Tedín y Segundo Linares. Promulgó la constitución provincial de 1875, creó el departamento de instrucción pública, reorganizó el bastante convulsionado poder judicial, y logró una renovación y aumento importante de la actividad en el poder legislativo, que hasta entonces se había destacado por las discusiones estériles en que ocupaba casi todo su tiempo.
Dejó el cargo en junio de 1875 y enseguida asumió como diputado provincial. Posteriormente volvió a ser miembro del Superior Tribunal de Justicia, y entre 1779 y 1883 fue inspector general de escuelas de la provincia. En sus últimos años fue nuevamente miembro del Superior Tribunal.
Se retiró de toda actividad pública en 1889 y falleció en Salta en 1893.